# Upstairs, Downstairs
Upstairs, Downstairs is een Britse kostuumdramaserie die op de Britse televisiezender ITV werd uitgezonden van 1971 tot 1975.

## Verhaal
De serie volgt het wel en wee van de aristocratische familie Bellamy en hun bedienden in het vijf verdiepingen tellende statige herenhuis aan Eaton Place no. 165 in Belgravia. "Downstairs" is het souterrain, het domein van de bedienden, met als belangrijkste figuren de butler Hudson, de kokkin Mrs. Bridges en eerste kamermeisje Rose Buck (een rol van Jean Marsh, die met Eileen Atkins de serie bedacht). De serie begint rond 1900 en de verhaallijn eindigt in de jaren dertig. De NCRV zond de serie uit van 1973 t/m 1978, in eerste instantie als Tussen Salon en Souterrain en later als De familie Bellamy, waarbij de relatie met "Downstairs" niet meer in de titel tot uiting kwam. De scènes waarin het dienstmeisje Rose een helderziende bezoekt, werden door de NCRV niet uitgezonden, met als reden "dat helderziendheid niet overeenkomt met de beginselen van de christelijke publieke omroep". Tussen 1995 en 1996 werd de serie door de Nederlandse zender TV10 Gold, ook onder deze laatste titel, herhaald. Vanaf 20 oktober 2017 draaide de serie op het Nederlandse digitale televisiekanaal ONS.

## Rolverdeling
| Acteur            | Personage                   |
| ----------------- | --------------------------- |
| Gordon Jackson    | Mr. Angus Hudson (butler)   |
| Angela Baddeley   | Mrs. Kate Bridges (kokkin)  |
| Jean Marsh        | Rose Buck (dienstmeisje)    |
| Pauline Collins   | Sarah Moffat (dienstmeisje) |
| John Alderton     | Thomas Watkins (chauffeur)  |
| Christopher Beeny | Edward Barnes (bediende)    |
| Jenny Tomasin     | Ruby Finch (keukenmeid)     |
| Jacqueline Tong   | Daisy Barnes (dienstmeisje) |
| David Langton     | Richard Bellamy             |
| Rachel Gurney     | Lady Marjorie Bellamy       |
| Simon Williams    | James Bellamy               |
| Nicola Pagett     | Elizabeth Kirbridge-Bellamy |
| Lesley-Anne Down  | Georgina Worsley            |

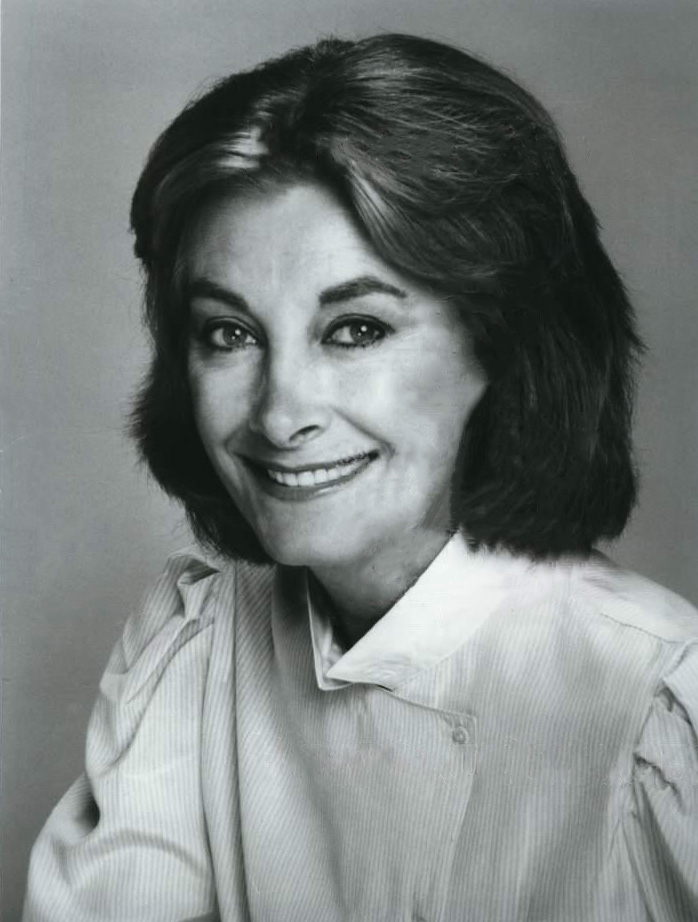
Jean Marsh (Rose, bedenkster en scenarioschrijfster)
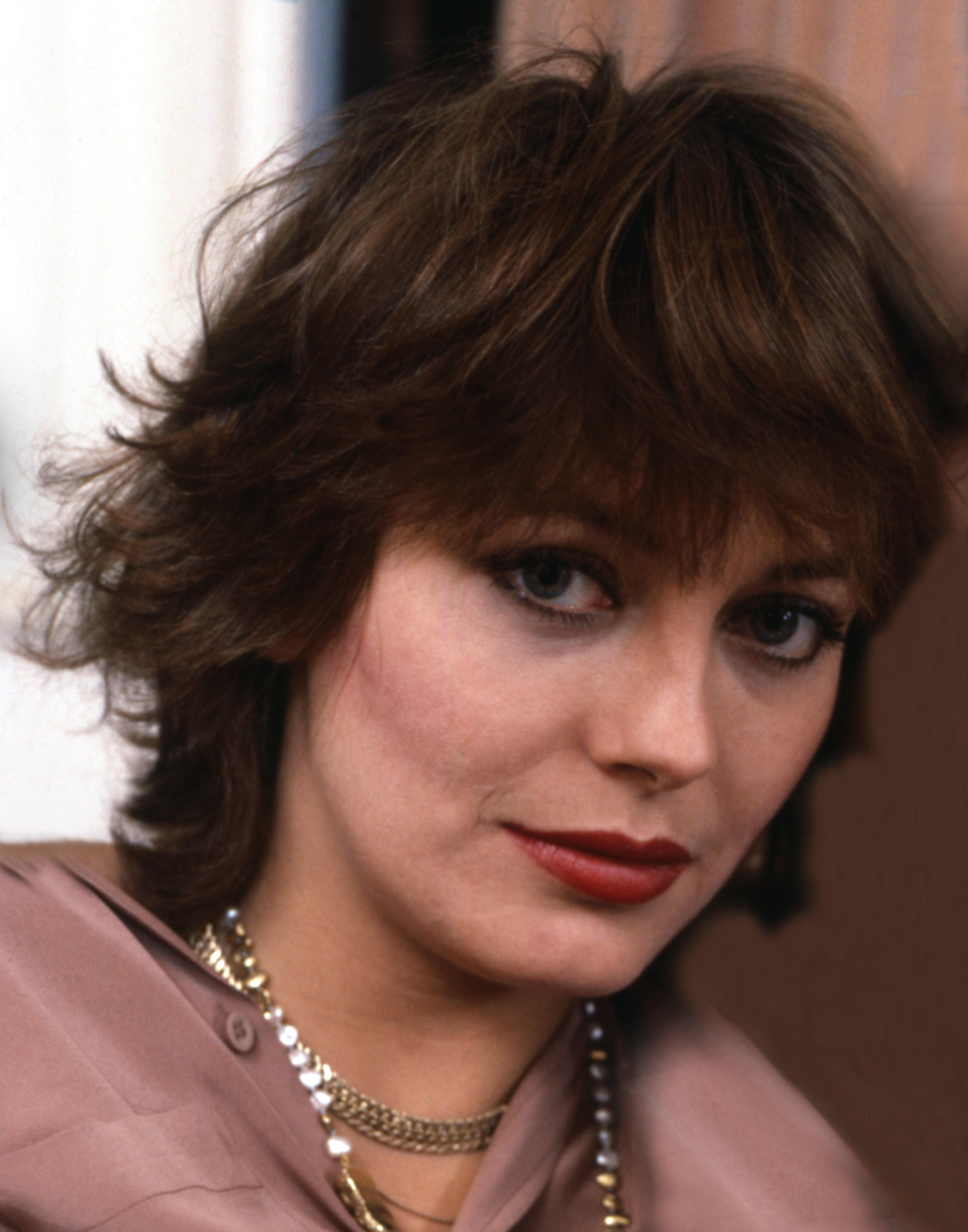
Lesley-Anne Down (Georgina Worsley)
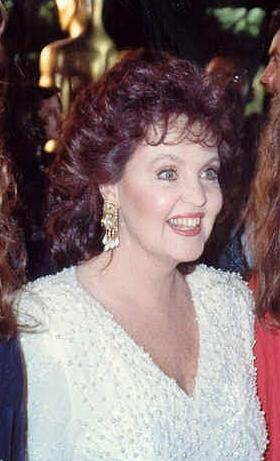
Pauline Collins (Sarah)
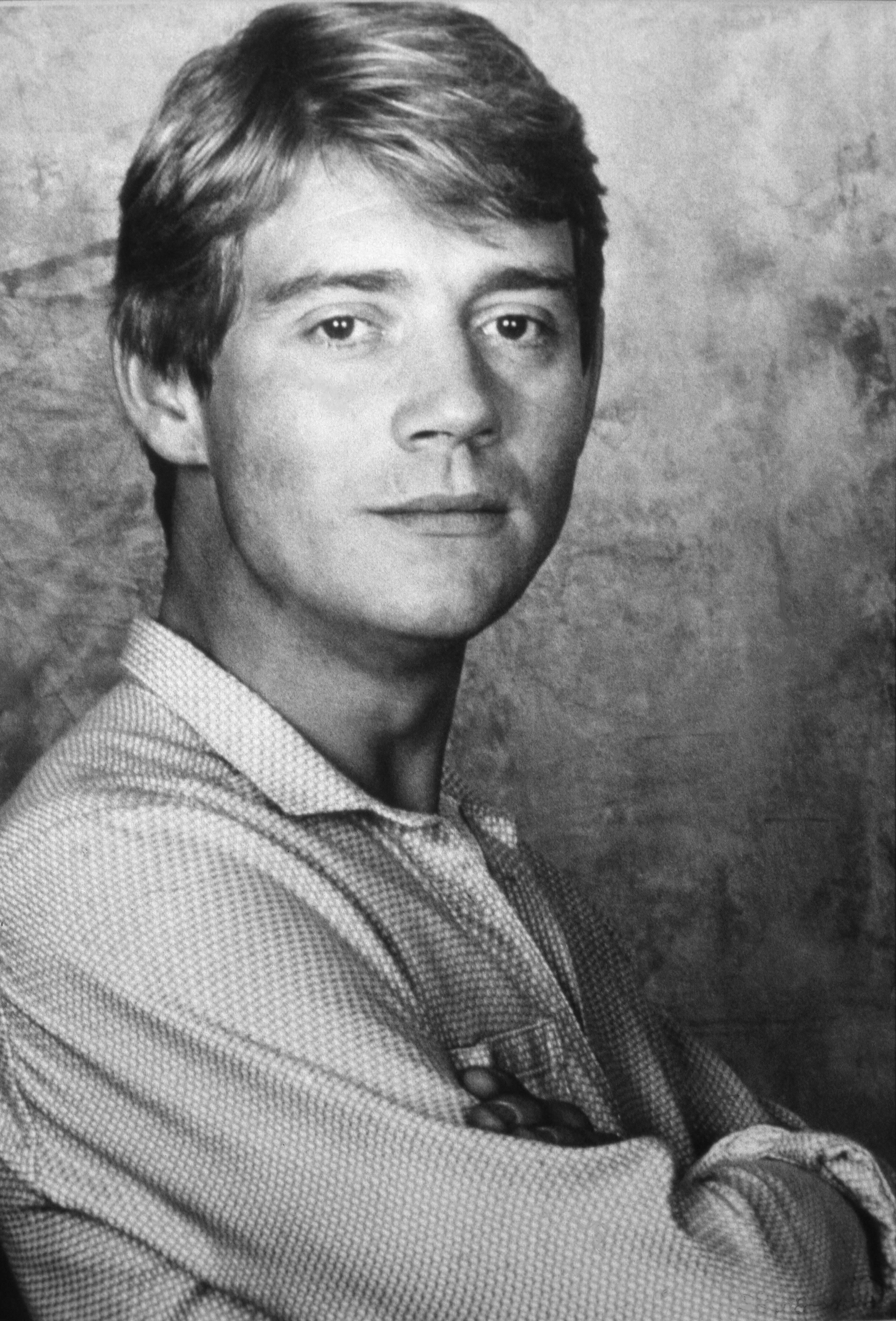
Anthony Andrews (Robert Stockbridge)

## Nieuwe serie
In 2009 kondigde de BBC een vervolg op de serie aan. Dit vervolg, geschreven door Heidi Thomas, werd uitgezonden vanaf 26 december 2010 op BBC One en bestond uit een uur durende afleveringen, met opnieuw Jean Marsh in de rol van Rose Buck en verder acteurs als Keeley Hawes, Ed Stoppard, Anne Reid, Claire Foy, Adrian Scarborough, Art Malik, Ellie Kendrick en Nico Mirallegro. Rose heeft nu een dienstbodebureau. Ze keert terug naar Eaton Place no. 165 als huishoudster van de nieuwe eigenaars, de familie Holland.
De afleveringen werden ook uitgezonden door buitenlandse omroepen, waaronder ABC in Australië, Sky in Nieuw-Zeeland, DR in Denemarken, TLE in Finland, de IBA in Israël, TV4 in Zweden, de NCRV in Nederland en Eén in België.

### Rolverdeling in de nieuwe serie
| Acteur             | Personage                                    |
| ------------------ | -------------------------------------------- |
| Ed Stoppard        | Sir Hallam Holland                           |
| Keeley Hawes       | Lady Agnes Holland                           |
| Eileen Atkins      | Maud, Lady Holland (Sir Hallams moeder)      |
| Claire Foy         | Lady Persephone Towyn (Lady Agnes' zuster)   |
| Jean Marsh         | Rose Buck (huishoudster)                     |
| Adrian Scarborough | Warwick Pritchard (butler)                   |
| Anne Reid          | Clarice Thackeray (kokkin)                   |
| Art Malik          | Amanjit Singh (secretaris Lady Maud Holland) |
| Neil Jackson       | Harry Spargo (chauffeur)                     |
| Ellie Kendrick     | Ivy Morris (meid)                            |
| Nico Mirallegro    | Johnny Proude (bediende)                     |
| Helen Bradbury     | Rachel Perlmutter (kamermeisje)              |